# Тумстон (территориальный парк)
Территориальный парк Тумстон (англ. Tombstone Territorial Park) — парк территории Юкон, Канада. Парк находится на севере Юкона в полутора часах езды от города Доусон. Своё название парк получил от одноимённой горы.
Трасса Демпстер пересекает парк с юга на север и дает возможность посетителям насладиться пейзажами арктической тундры. От трассы Демпстер отходит четыре пешеходных маршрута различной протяжённостью и с разным уровнем сложности. В парке есть также специально отведенные оборудованные места для кемпинга.
В южной части парка в долинах рек произрастают леса, в то время как северная часть преимущественно открытая ветрам тундра с необычными природными образованиями, такими как пинго и пальзы. Парк заселяют олени карибу, гризли и чёрные медведи, волки, сурки. Вместе с животными субарктики здесь водятся уникальные растения и насекомы Берингии, насчитывается более 148 видов птиц.
Водная система парка разделена на две части. Реки Клондайк и Чандинду на юге парка являются частью бассейна реки Юкон, которая несёт свои воды в Берингово море. На севере парка протекает река Блэкстон с её многочисленными притоками, а на востоке — река Харт, которые являются частью бассейна реки Макензи, впадающей в Северный Ледовитый океан.

## Индейские общины
Последние восемь тысяч лет на территории парка жили люди. Местность является традиционной территорией общины Трондёк-Хвечин. Открытые тундровые пейзажи хороши для охоты, а леса по соседству являются укрытием и источником дров для огня. Более 70 мест археологических раскопок находится на территории парка. В парке можно встретить охотящихся индейцев, или охотников с лицензией, особенно осенью.
Территориальный парк Тумстон определён в финальном соглашении c индейской общиной. С 2005 года существуют автобусные туры в парк.